# Saint-Gervais-de-Vic
Saint-Gervais-de-Vic település Franciaországban, Sarthe megyében. Lakosainak száma 392 fő (2022. január 1.). Saint-Gervais-de-Vic Saint-Calais, Savigny-sur-Braye, La Chapelle-Huon, Cogners és Sainte-Cérotte községekkel határos.

## Népesség
A település népessége az elmúlt években az alábbi módon változott:
| Lakosok száma | 394  | 400  | 413  | 395  | 391  | 387  | 389  | 389  | 392  |
|               | 2013 | 2015 | 2016 | 2017 | 2018 | 2019 | 2020 | 2021 | 2022 |